# ریوند (کوه)
رِیوَنْد (به اوستایی: رَئِوَنْت) به معنای «دارندهٔ جلال و شکوه و فروغ»؛ نامِ قدیم کوهستان بینالود در جبههٔ شمالی نیشابور یا شاخه‌ای از متفرعات آن؛ کهن‌ترین متنی که از این کوه نام برد، دفترِ یشت‌های کتاب «اوستا» ست و در بخش «زامیادیشت»، از این کوه به نام «رئونت» و در «بندهش» به نام «ریوند» یاد شده‌است. رشته‌کوه بینالود به طول ۱۲۵ کیلومتر، با جهت شمال غربی به جنوب شرقی، در حوزه شمالی دشت نیشابور قرار گرفته و حائل طبیعی بین شهرستان‌های نیشابور و مشهد است. جای‌هایی همچون آتشکده آذر برزین‌مهر، دریاچه ریوند و دریاچه سوور که در نسک‌های کیش مزدیسنا از آنها یاد شده؛ در بررسی‌ها و گزارش‌هایی که توسط ایران‌شناسان فراهم گردیده، در این کوهستان و متفرعات آن، جانمایی گردیده‌اند.

## در اوستا
اوستا کهن‌ترین نوشتار ایرانیان و کتاب کیش زرتشت است. نام کوه ریوند، در بند ششم «زامیادیشت» از دفتر «یشت‌ها» ی اوستا) در میان کوه‌هایی که پس از کوه هرئیتی (یا البرز) از زمین برخاستند -و پروردگار، آنان را بهره پیشوایان و رزمیان و برزیگران نمود- آمده‌است. بر اساس گفتار متن پهلوی «بندهش»؛ در بالای ریوند، آذر برزین‌مهر قرار دارد. همچنین نام کوه ریوند، در بند نهم (روز نهم= آذر روزِ) دو «سیروزه» کوچک و بزرگ، و در بند ششم «آتش بهرام نیایش» از «پنج نیایش» دفتر «خرده‌اوستا» (یکی از بخش‌های اوستا) آمده و از آن در کنار چند آذر و ایزد دیگر یاد شده و بر آنان، ستایش و نیایش و خوشنودی و آفرین خوانده‌است: «ای آذر اهوره‌مزدا! کوه ریوند مزداآفریده، فرّکیانی مزداآفریده، آذر اهوره‌مزدا، ای آذر اَشَوَن ارتشتاران! ای ایزد نریوسنگ، آذر نافه شهریاری! شما را ستایش و نیایش و خشنودی و آفرین». گمانی نیست که یادکرد نام ریوند در نیایش‌ها و دعاهای «خرده‌اوستا»، به این خاطر است که آتشکده آذر برزین‌مهر در آنجا بوده.

## در متون پهلوی

### ریوند خراسان
در «بندهش»، از متون پهلوی کیش زرتشت؛ همچون اوستا نام ریوند در میان کوه‌هایی آمده‌است که در آغاز آفرینش، از البرز فراز رُستند. بنا بر گفته بندهش، تعداد این کوه‌ها ۲۲۴۴ بوده‌است.؛ بندهشُ این کوه‌ها را با عبارت «کوه‌های نیکوفره ناگذرا»، توصیف نموده. بندهش، جای‌گاه کوه ریوند را در خراسان نشان می‌دهد و درباره‌اش چنین می‌گوید: او را ریوندی این است که «رایومند» (شکوهنده) است. در دنباله، سخن از کوهی بنام «زیبد» به میان می‌آید که در نه فرسنگی غرب کوه ریوند (یا «پشته گشتاسبان») قرار دارد.

### خانه برزین‌مهر
«آذر برزین‌مهر» یکی از سه آتشکده بزرگ ایران پیش از اسلام و از آنِ تولیدکنندگان کشاورز بوده‌است. متن پهلوی «گزیده‌های زادسپرم»، جایگاه آذر برزین‌مهر را بر «گریوه (=کوهِ) ریوند» نشان می‌دهد و «بندهش» تصریح می‌نماید: ریوند، خانه آذر بُرزین‌مهر است.

### پشته گشتاسبان
برپایه متون پهلوی، در ماجرای گرویدن گشتاسب به دین زرتشت است که سرگذشت بُرزین‌مهر با کوه ریوند، پیوند می‌یابد. چنین که: این آذر، از آغاز آفرینش تا پیش از این رویداد، در جهان می‌وزید و جهان را پاسبانی می‌کرد تا اینکه زرتشت پیامبر، برای دعوت گشتاسب به دین، چیزها و نشانه‌های زیادی را آشکارگی نمود و یکی از آنها بُرزین‌مهر بود. سرانجام؛ گشتاسب، دین پذیرفته و این آتش را بر کوه ریوند، به دادگاه (آتشکده) نشانید (=قرار داد)؛ از این روی، این کوه را «پشته گشتاسبان» می‌نامند.

### دریاچه ریوند
در متون پهلوی از کوهی به نام «سِپَندیار» یا «سپندیاد»، در کنار و مُشرِف بر دریاچه‌ای به نام «ریوند» سخن رفته‌است؛پورداود و اوشیدری، جای سپندیاد را در محیط ریوند دانسته و بهزادی، آن را از متفرعات و شاخه‌های کوه ریوند برشمرده است.

### همسایگی سوور
«سوور»، بر پایه متون اساطیری پهلوی و کیش مزدیسنا؛ نام یکی از چند دریاچه‌ای است که پس از حمله اهریمن به آب و دفاع آب، پدیدار گشت. چنان‌که در «گزیده‌های زادسپرم» آمده: آذر برزین‌مهر در نزدیکی این دریاچه، قرار دارد. «بندهش»، آگاهی دیگری دربارهٔ این دریاچه به دست داده و جای آن را در ابرشهربوم (نیشابور) بر سر کوه توس (بینالود) نشان می‌دهد. و چنان‌که در متون دینی زرتشتی آمده: آذر برزین‌مهر بر کوه ریوند قرار دارد.

## جغرافیای ریوندکوه
آگاهی‌های موجود در متون پهلوی کیش زرتشت از جمله: «بندهش» و «گزیده‌های زادسپرم»، جای کوه ریوند را در حدود و نزدیکی نیشابور (ابرشهر پیشین) نشان می‌دهد و همچنین نوشتارها، پژوهش‌ها و گزارش‌های ایران‌شناسان، پژوهشگران تاریخ، کیش زرتشت و زبان‌های باستانی ایران؛ بر این مهم، تصریح می‌نماید. در جدول زیر، به عنوان نمونه؛ نام شماری از دانشمندان و پژوهشگران (به همراه منبع دسترسی به دیدگاه‌های آنان) آمده‌است:
| نام پژوهشگر                          | منبع                                        |
| ------------------------------------ | ------------------------------------------- |
| اوشیدری، جهانگیر                     | دانشنامه مزدیسنا[۳۰]                        |
| بحرانیان، حمیده                      | واژه‌نامه اعلام جغرافیایی باستانی[۳۱]        |
| برونر، سی (C. Brunner)               | دانشنامه ایرانیکا[۳۲]                       |
| بهار، مهرداد                         | بندهش[۳۳]                                   |
| بهزادی، رقیه                         | بندهش هندی[۳۴]                              |
| بویس، مری (Mary Boyce)               | زردشتیان[۳۵]                                |
| پورداود، ابراهیم                     | یسنا؛ بخشی از کتاب اوستا[۳۶]                |
| تفضلی، احمد                          | دانشنامه ایران[۳۷]                          |
| دوستخواه، جلیل                       | اوستا؛ کهن‌ترین سرودها و متنهای ایرانیان[۳۸] |
| جنیدی، فریدون                        | پایتخت‌های ایران[۳۹]                         |
| چوکسی، جمشید (Jamsheed K. Choksy)    | دایرةالمعارف دین[۴۰]                        |
| راشد محصل، محمدتقی                   | گزیده‌های زادسپرم[۴۱]                        |
| رجبی، پرویز                          | آذر و آذرگان[۴۲]                            |
| شهزادی، رستم                         | واژه‌نامه پازند[۴۳]                          |
| فره‌وشی، بهرام                        | فرهنگ زبان پهلوی[۴۴]                        |
| قلی‌زاده، خسرو                        | فرهنگ اساطیر ایرانی بر پایه متون پهلوی[۴۵]  |
| لانگلوا، و (Charles-Victor Langlois) | ایران در زمان ساسانیان[۴۶]                  |
| هوفمان، جی (G.Hffmann)               | ایران در زمان ساسانیان[۴۶]                  |
چنان‌که در منابع گوناگون تصریح شده: آذر برزین‌مهر، بر کوه ریوند در نزدیک و در جبهه شمالی یا شمال غربی نیشابور قرار داشته‌است. «بینالود»، نام معاصر کوهستانی است گسترده در جبهه شمالی دشت نیشابور؛ این کوهستان بلندبالا و ستبرپیکر، دارای روند شمال غربی- جنوب شرقی می‌باشد، بلندترین قله‌های خراسان در آن قرار گرفته‌اند و به «بام خراسان» مشهور است. از این روی، کوهستان بینالود را همان کوه شکوهنده که در «اوستا» به نام «رئونت»؛ و در «بندهش»، به نام «ریوند» از آن یاد شده، می‌دانند. اما برخی ایرانشناسان، به‌طور خاص؛ رشته‌ای از ارتفاعات بینالود را که روستای برزنون (بورزنی) و معدن فیروزه در آنجا قرار دارد را ریوندکوه دانسته و محل آذربرزین‌مهر معرفی کرده‌اند. و ایران‌شناسانی همچون هوتوم-شیندلر، مارکوارت نیز جایگاه آذربرزین‌مهر در روستای ریوند نیشابور و بر فراز تپه‌ای به همین نام (=ریوند) دانسته‌اند. نوشته‌های جغرافی‌نویسان قدیم دربارهٔ قریه ریوند (بر پایه شواهد متون تاریخی: واقع در جبهه شمال غربی نیشابور؛ در ابتدای مسیر جاده نیشابور به اسفراین)، معدن فیروزه در منطقه ریوند نیشابور، از قرائن تاریخی این دیدگاه می‌باشند.